# Bloque Capital de las AUC
El Bloque Capital de las AUC fue una de las subestructuras paramilitares de las Autodefensas Unidas de Colombia, entre 1999 y 2004.

## Historia

### Antecedentes
Se registraron varios asesinatos, secuestros y atentados por paramilitares de varios grupos sin una estructura fija.

### Creación y operaciones
Según declaraciones en varias ocasiones de Salvatore Mancuso, Francisco Santos habría solicitado la creación de un grupo paramilitar en Bogotá, esta afirmación ha sido respaldada por otros paramilitares desmovilizados como: Diego Fernando Murillo, alias Don Berna; Fredy Rendón Herrera, alias el Alemán; Jorge Ernesto Rojas, Rodrigo Tovar Pupo alias Jorge 40; Jesús Emiro Pereira, Robert Reyes, Jesús Sánchez, Edwin Tirado Morales y José Pérez y por víctimas del paramilitarismo. 
Esta creación se daría en respuesta a la presencia de las Fuerzas Armadas Revolucionarias de Colombia - Ejército del Pueblo (FARC-EP) en Bogotá siguiendo los lineamientos de la octava conferencia de esa organización.
Se registraron enfrentamientos en la Cárcel La Modelo de Bogotá entre guerrilleros y paramilitares dejando más de 200 muertos.
El Bloque Capital actuó en Cárcel Modelo, Ciudad Bolívar, Kennedy, Usme y San Andresito de la 38, con el apoyo y complicidad de la Fuerza Pública. Liderado al principió por el capitán del Ejército Nacional (retirado) Jorge Galindo Rojas, luego por Henry de Jesús López Londoño, alias Mi Sangre, bajo las órdenes de Miguel Arroyave, quien también dispuso de la escuela de entrenamiento para sus miembros. 
Desde 1999, hicieron presencia en la Central Mayorista de Alimentos de Bogotá (Corabastos), en 1999 asesinaron al presidente de la Junta de Acción Comunal del barrio La Rivera. Se calcula que entre 2000 y comienzos de 2001 la cifra de asesinatos en Ciudad Bolívar llegó a los 600 muertos.
Entre 1999-2001 se fueron consolidando estructuras paramilitares en los municipios colindantes con Bogotá, estas estuvieron al mando de Héctor Germán Buitrago alias Martín Llanos líder de las Autodefensas Campesinas de Casanare (ACC), sin embargo, la casa Castaño de las AUC decidió entregarle el mando militar de las estructuras paramilitares de la capital del país a Miguel Arroyave alias Arcángel hasta el momento de su muerte el 19 de septiembre de 2004.
En 2003, se creó el Frente Tequendama, al mando de Tibaldo Manuel Flórez Aparicio. En 2004 se creó el Frente Sumapaz, que tendría su propia estructura militar y financiera.

## Principales miembros
- El capitán del Ejército Nacional (retirado) Jorge Galindo Rojas.[9][10]
- Jesús Emiro Pereira, alias Huevoepisca.[11]
- Henry de Jesús López Londoño, alias ‘Mi Sangre’[12]
- Tibaldo Manuel Flórez Aparicio alias '7-5'
- Jaime Andrés Marulanda, alias ‘Chiquitín’.[13]

## Delitos
- Asesinatos
- Extorsiones
- Atentados
- Limpieza Social
- Secuestros[14]